# B36 Tórshavn
 (novembre 2022).
Si vous disposez d'ouvrages ou d'articles de référence ou si vous connaissez des sites web de qualité traitant du thème abordé ici, merci de compléter l'article en donnant les références utiles à sa vérifiabilité et en les liant à la section « Notes et références ».
Pour les articles homonymes, voir B36.
Maillots
Actualités
Le B36 Tórshavn est un club de football de la ville de Tórshavn aux îles Féroé.

## Historique

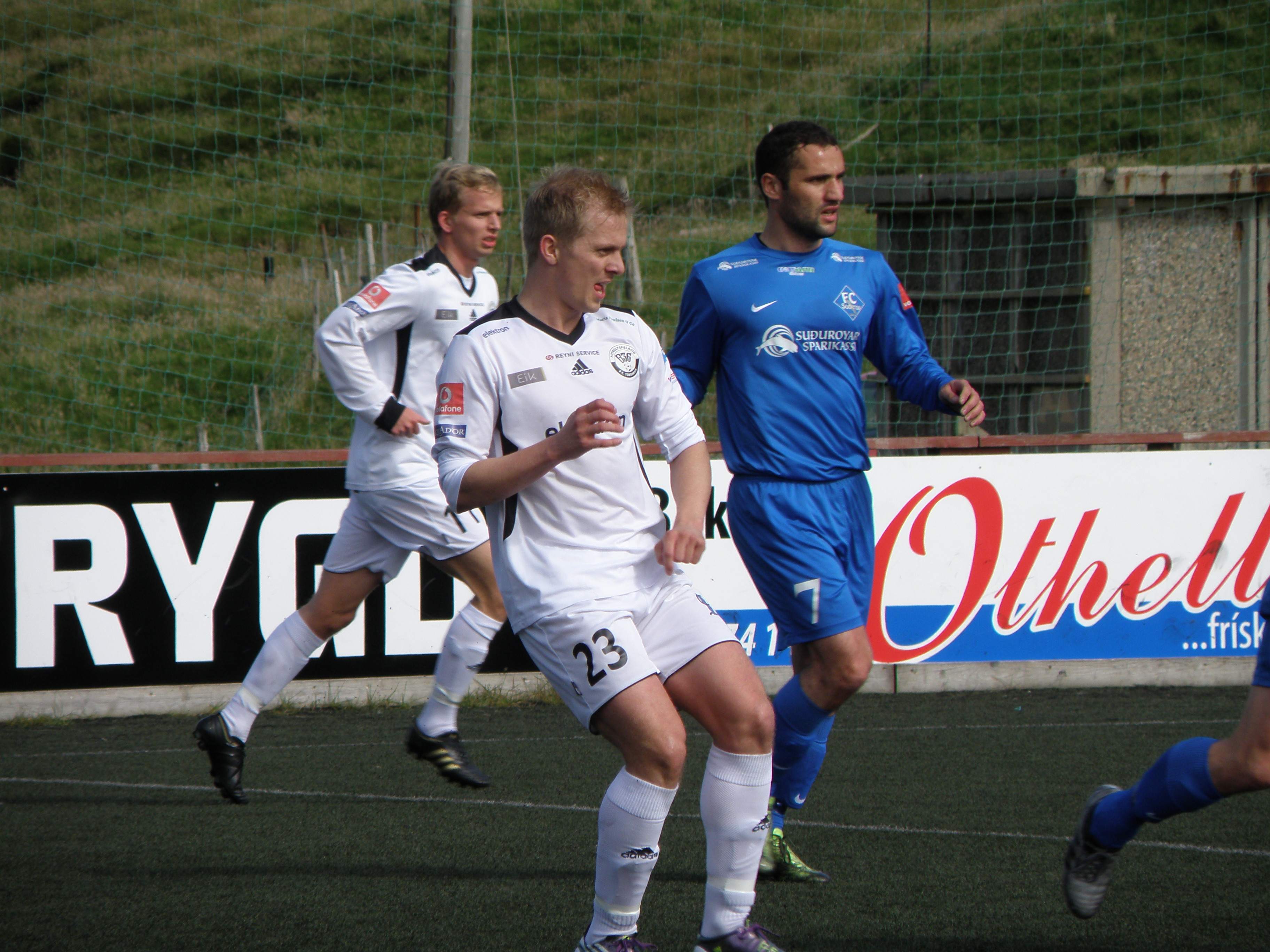
En blanc le joueur de B36 Hjalgrím Elttør, face à Christian Mouritsen (FC Suðuroy).

Le club fut officiellement fondé le 28 mars 1936, bien que l'équipe commença à jouer dès 1935. C'est alors le deuxième club de football de la capitale féroïenne après le HB Tórshavn. Les deux partagent le stade Gundadalur.
B36 remporta 6 fois le championnat féroïen (1946, 1948, 1950, 1959, 1962, 1997, 2001, 2005, 2011 2014 et 2015), ainsi que 7 Coupes des îles Féroé (1965, 1991, 2001, 2003, 2006,  2018 et 2021). 
Avec environ 500 licenciés, il est l'un des plus grands clubs de football des îles Féroé.

## Équipe actuelle
Mis à jour 16 Mars 2025 
| N° | Nat.                   | Poste | Nom du joueur        |
| -- | ---------------------- | ----- | -------------------- |
| 1  | Drapeau des Îles Féroé | G     | Silas Eyðsteinsson   |
| 2  | Drapeau du Danemark    | D     | Lukas Enevoldsen     |
| 3  | Drapeau des Îles Féroé | D     | Bergur Poulsen       |
| 4  | Drapeau des Îles Féroé | D     | Markus Hellisdal     |
| 6  | Drapeau des Îles Féroé | M     | Eli Nielsen          |
| 7  | Drapeau des Îles Féroé | D     | Símun Sólheim        |
| 8  | Drapeau des Îles Féroé | M     | Ragnar Samuelsen     |
| 9  | Drapeau des Îles Féroé | A     | Hannes Agnarsson     |
| 10 | Drapeau de la Serbie   | A     | Filip Djorgevic      |
| 11 | Drapeau des Îles Féroé | A     | Brian Jacobsen       |
| 13 | Drapeau des Îles Féroé | M     | Djóni Sivertsen      |
| 14 | Drapeau des Îles Féroé | M     | Jógvan Gullfoss      |
| 15 | Drapeau des Îles Féroé | D     | Emil Elmelund Hansen |
| 16 | Drapeau des Îles Féroé | M     | Carl Mikkelsen       |

| No. | Nat.                   | Position | Nom du joueur          |
| --- | ---------------------- | -------- | ---------------------- |
| 17  | Drapeau des Îles Féroé | M        | Jóhann H. Joensen      |
| 18  | Drapeau des Îles Féroé | M        | Benjamin Heinesen      |
| 19  | Drapeau des Îles Féroé | M        | Rani í Soylu           |
| 20  | Drapeau des Îles Féroé | M        | Pætur Petersen         |
| 21  | Drapeau des Îles Féroé | A        | Tobias Elmelund Hansen |
| 22  | Drapeau des Îles Féroé | D        | Bogi Reinert Petersen  |
| 23  | Drapeau des Îles Féroé | D        | Heini Vatnsdal         |
| 24  | Drapeau du Danemark    | M        | Marius Kryger Lindh    |
| 25  | Drapeau des Îles Féroé | G        | Bjarti Vitalis Mørk    |
| 26  | Drapeau des Îles Féroé | D        | Rói Hansen             |
| 27  | Drapeau des Îles Féroé | M        | Tórur Eið Eliasen      |
| 28  | Drapeau des Îles Féroé | D        | Mattias Weihe Joensen  |
| 30  | Drapeau des Îles Féroé | M        | Mattias Hellisdal      |

## Bilan sportif

### Palmarès
| Compétitions nationales | Compétitions internationales |
| - Championnat des îles Féroé (11) - Champion : 1946, 1948, 1950, 1959, 1962, 1997, 2001, 2005, 2011, 2014, 2015 - Championnat des îles Féroé de deuxième division (1) - Champion : 1985 - Coupe des îles Féroé (7) - Vainqueur : 1965, 1991, 2001, 2003, 2006, 2018, 2021 - Finaliste : 1959, 1961, 1963, 1964, 1967, 1968, 1969, 1972, 1999, 2008, 2017, 2024 - Supercoupe des îles Féroé (1) - Vainqueur : 2007 - Finaliste : 2012, 2015 et 2016 | Néant                        |

### Bilan par saison
| Saison | Championnat | Championnat | Championnat | Championnat | Championnat | Championnat | Championnat | Championnat | Championnat | Championnat | Buteur                     | Buteur | Coupe des îles Féroé | Supercoupe des îles Féroé | Coupes d'Europe | Coupes d'Europe   |
| Saison | Div.        | Pos.        | Pts         | M           | V           | N           | D           | BP          | BC          | Diff.       | Nom                        | Buts   | Coupe des îles Féroé | Supercoupe des îles Féroé | Compét.         | Tour              |
| ------ | ----------- | ----------- | ----------- | ----------- | ----------- | ----------- | ----------- | ----------- | ----------- | ----------- | -------------------------- | ------ | -------------------- | ------------------------- | --------------- | ----------------- |
| 2005   | D1          | 1er         | 54          | 27          | 15          | 9           | 3           | 38          | 17          | +21         | Mørkøre                    | 12     | 2e tour              | -                         | C3              | 2e tour prél.     |
| 2006   | D1          | 3e          | 47          | 27          | 13          | 8           | 6           | 45          | 32          | +13         | Sylla                      | 12     | Vainqueur            | -                         | C1              | 2e tour prél.     |
| 2007   | D1          | 3e          | 52          | 27          | 15          | 7           | 5           | 47          | 23          | +24         | Sylla                      | 18     | 2e tour              | Vainqueur                 | C3              | 1er tour prél.    |
| 2008   | D1          | 3e          | 48          | 27          | 14          | 6           | 7           | 34          | 25          | +9          | á Borg                     | 7      | Finaliste            | -                         | C3              | 1er tour prél.    |
| 2009   | D1          | 8e          | 28          | 27          | 7           | 7           | 13          | 37          | 53          | -16         | Koroma                     | 7      | 1er tour             | -                         | C3              | 1er tour prél.    |
| 2010   | D1          | 6e          | 40          | 27          | 11          | 7           | 9           | 44          | 36          | +8          | Mouritsen, Elttør & á Borg | 7      | 1/2 f.               | -                         | -               | -                 |
| 2011   | D1          | 1er         | 67          | 27          | 21          | 4           | 2           | 63          | 28          | +35         | Cieślewicz                 | 15     | 1er tour             | -                         | -               | -                 |
| 2012   | D1          | 6e          | 38          | 27          | 10          | 8           | 9           | 42          | 36          | +6          | Cieślewicz                 | 8      | 1er tour             | -                         | C1              | 1er tour prél.    |
| 2013   | D1          | 3e          | 46          | 27          | 12          | 10          | 5           | 48          | 35          | +13         | Cieślewicz                 | 12     | 1er tour             | -                         | -               | -                 |
| 2014   | D1          | 1er         | 61          | 27          | 19          | 4           | 4           | 53          | 25          | +28         | Lawal                      | 13     | 1er tour             | -                         | C3              | 1er tour prél.    |
| 2015   | D1          | 1er         | 61          | 27          | 18          | 7           | 2           | 60          | 25          | +35         | Cieślewicz                 | 10     | 1/2 f.               | Finale                    | C1              | 1er tour prél.    |
| 2016   | D1          | 4e          | 49          | 27          | 14          | 7           | 6           | 46          | 28          | +18         | Jakobsen & Pingel          | 10     | 1/4 f.               |                           | C1              | 1er tour prél.    |
| 2017   | D1          | 3e          | 48          | 27          | 13          | 9           | 5           | 62          | 39          | +23         | Johannesen                 | 16     | Finaliste            |                           | C1              | 1er tour prél.    |
| 2018   | D1          | 3e          | 53          | 27          | 16          | 5           | 6           | 58          | 33          | +25         | Olsen                      | 13     | Vainqueur            |                           | C3              | 2e tour de qual.  |
| 2019   | D1          | 2e          | 63          | 27          | 20          | 3           | 4           | 53          | 23          | +30         | Frederiksberg              | 8      | 1/4 f.               | Finale                    | C3              | 1er tour de qual. |
| 2020   | D1          | 4e          | 59          | 27          | 19          | 2           | 6           | 77          | 37          | +40         | Pingel                     | 13     | 1/2 f.               |                           |                 |                   |

### Bilan européen
Légende
- Victoire ou qualification pour le tour suivant
- Match nul
- Défaite ou élimination de la compétition

Note : dans les résultats ci-dessous, le score du club est toujours donné en premier
| Saison    | Compétition             | Tour              | Club                   | Domicile | Extérieur | Total             |
| --------- | ----------------------- | ----------------- | ---------------------- | -------- | --------- | ----------------- |
| 1992-1993 | Coupe des coupes        | Tour préliminaire | Avenir Beggen          | 1 - 1    | 0 - 1     | 1 - 2             |
| 1997      | Coupe Intertoto         | Groupe 5          | KRC Genk               | 0 - 5    | N/A       | Cinquième         |
| 1997      | Coupe Intertoto         | Groupe 5          | Stabæk                 | N/A      | 0 - 5     | Cinquième         |
| 1997      | Coupe Intertoto         | Groupe 5          | Dynamo Moscou          | 0 - 1    | N/A       | Cinquième         |
| 1997      | Coupe Intertoto         | Groupe 5          | Panachaïkí             | N/A      | 2 - 4     | Cinquième         |
| 1998-1999 | Ligue des champions     | Premier tour Q    | Beitar Jérusalem       | 0 - 1    | 1 - 4     | 1 - 5             |
| 1999-2000 | Coupe UEFA              | Tour préliminaire | Ankaragücü             | 0 - 1    | 0 - 1     | 0 - 2             |
| 2000-2001 | Coupe UEFA              | Tour préliminaire | AB Copenhague          | 0 - 1    | 0 - 8     | 0 - 9             |
| 2002-2003 | Ligue des champions     | Premier tour Q    | Torpedo Koutaïssi      | 0 - 1    | 2 - 5     | 2 - 6             |
| 2004-2005 | Coupe UEFA              | Premier tour Q    | Liepājas Metalurgs     | 1 - 3    | 1 - 8     | 2 - 11            |
| 2005-2006 | Coupe UEFA              | Premier tour Q    | ÍB Vestmannaeyja       | 2 - 1    | 1 - 1     | 3 - 2             |
| 2005-2006 | Coupe UEFA              | Deuxième tour Q   | FC Midtjylland         | 2 - 2    | 1 - 2     | 3 - 4             |
| 2006-2007 | Ligue des champions     | Premier tour Q    | Birkirkara FC          | 2 - 2    | 3 - 0     | 5 - 2             |
| 2006-2007 | Ligue des champions     | Deuxième tour Q   | Fenerbahçe SK          | 0 - 5    | 0 - 4     | 0 - 9             |
| 2007-2008 | Coupe UEFA              | Premier tour Q    | FK Ekranas             | 1 - 3    | 2 - 3     | 3 - 6             |
| 2008-2009 | Coupe UEFA              | Premier tour Q    | Brøndby IF             | 0 - 2    | 0 - 1     | 0 - 3             |
| 2009-2010 | Ligue Europa            | Premier tour Q    | Olimpi Rustavi         | 0 - 2    | 0 - 2     | 0 - 4             |
| 2012-2013 | Ligue des champions     | Premier tour Q    | Linfield FC            | 0 - 0 ap | 0 - 0     | 0 - 0 (3 - 4 tab) |
| 2014-2015 | Ligue Europa            | Premier tour Q    | Linfield FC            | 1 - 2    | 1 - 1     | 2 - 3             |
| 2015-2016 | Ligue des champions     | Premier tour Q    | The New Saints         | 1 - 2    | 1 - 4     | 2 - 6             |
| 2016-2017 | Ligue des champions     | Premier tour Q    | Valletta Football Club | 2 - 1    | 0 - 1     | 2 - 2E            |
| 2017-2018 | Ligue Europa            | Premier tour Q    | Nõmme Kalju            | 1 - 2    | 1 - 2     | 2 - 4             |
| 2018-2019 | Ligue Europa            | Tour préliminaire | Saint Joseph's FC      | 2 - 2    | 3 - 0     | 5 - 2             |
| 2018-2019 | Ligue Europa            | Premier tour Q    | OFK Titograd           | 0 - 0    | 2 - 1     | 2 - 1             |
| 2018-2019 | Ligue Europa            | Deuxième tour Q   | Beşiktaş JK            | 0 - 2    | 0 - 6     | 0 - 8             |
| 2019-2020 | Ligue Europa            | Premier tour Q    | Crusaders FC           | 2 - 3    | 0 - 2     | 2 - 5             |
| 2020-2021 | Ligue Europa            | Tour préliminaire | Saint Joseph's FC      | N/A      | 2 - 1     | 2 - 1             |
| 2020-2021 | Ligue Europa            | Premier tour Q    | Levadia Tallinn        | 4 - 3 ap | N/A       | 4 - 3             |
| 2020-2021 | Ligue Europa            | Deuxième tour Q   | The New Saints         | 2 - 2 ap | N/A       | 2 - 2 (5 - 4 tab) |
| 2020-2021 | Ligue Europa            | Troisième tour Q  | CSKA Sofia             | N/A      | 1 - 3     | 1 - 3             |
| 2022-2023 | Ligue Europa Conférence | Premier tour Q    | Borac Banja Luka       | 3 - 1 ap | 0 - 2     | 3 - 3 (4 - 3 tab) |
| 2022-2023 | Ligue Europa Conférence | Deuxième tour Q   | SP Tre Fiori           | 1 - 0    | 0 - 0     | 1 - 0             |
| 2022-2023 | Ligue Europa Conférence | Troisième tour Q  | Viborg FF              | 1 - 2    | 0 - 3     | 1 - 5             |
| 2023-2024 | Ligue Europa Conférence | Premier tour Q    | Paide Linnameeskond    | 0 - 0    | 2 - 0 ap  | 2 - 0             |
| 2023-2024 | Ligue Europa Conférence | Deuxième tour Q   | Haverfordwest County   | 2 - 1    | 1 - 1 ap  | 3 - 2             |
| 2023-2024 | Ligue Europa Conférence | Troisième tour Q  | HNK Rijeka             | 1 - 3    | 0 - 2     | 1 - 5             |
| 2024-2025 | Ligue Conférence        | Premier tour Q    | FK Auda                | 0 - 1    | 0 - 2     | 0 - 3             |

## Joueurs et personnalités du club

### Entraîneurs
Le tableau suivant présente la liste des entraîneurs du club depuis 1978.
| Rang | Nom                | Période   |
| ---- | ------------------ | --------- |
| 1    | Jacob Thomsen      | 1978      |
| 2    | Sólbjørn Mortensen | 1979      |
| 3    | Stan Mills         | 1980      |
| 4    | Jørleif Kúrberg    | 1980      |
| 5    | Jógvan Norðbúð     | 1981-1982 |
| 6    | Jóhan Nielsen      | 1983-1984 |
| 7    | ?                  | 1985      |
| 8    | Jóhan Nielsen      | 1986      |

| Rang | Nom              | Période   |
| ---- | ---------------- | --------- |
| 9    | ?                | 1987      |
| 10   | Jógvan Norðbúð   | 1988-1989 |
| 11   | Petur Simonsen   | 1990-1992 |
| 12   | Jacek Burkhardt  | 1993      |
| 13   | Petur Simonsen   | 1994      |
| 14   | Páll Guðlaugsson | 1994      |
| 15   | Petur Simonsen   | 1995      |
| 16   | Jógvan Nordbúð   | 1996      |

| Rang | Nom                     | Période   |
| ---- | ----------------------- | --------- |
| 17   | Tomislav Sivić          | 1997-1999 |
| 18   | Per Olov Andersson      | 2000      |
| 19   | Piotr Krakowski         | 2000-2002 |
| 20   | Ion Geolgău             | 2003      |
| 21   | Jóannes Jakobsen        | 2004      |
| 22   | Sigfríður S. Clementsen | 2005-2006 |
| 23   | Kurt Mørkøre            | 2007      |
| 24   | Heðin Askham            | 2008      |

| Rang | Nom                     | Période   |
| ---- | ----------------------- | --------- |
| 25   | Mikkjal K. Thomassen    | 2009      |
| 26   | Milan Ćimburović        | 2009      |
| 27   | Sigfríður S. Clementsen | 2009-2010 |
| 28   | Allan Mørkøre           | 2010      |
| 29   | John Petersen           | 2011      |
| 30   | Mikkjal K. Thomassen    | 2012-2013 |
| 31   | Sámal Erik Hentze       | 2014      |
| 32   | Eyðun Klakstein         | 2015-     |